# Мустафаев, Мамед Али-Гусейн оглы
Мустафаев Мамед Али Гусейн оглы (1948, Баку — 16 апреля 2023, Баку) — Заслуженный художник Азербайджана. Творческий путь Мамеда Мустафаева начался в 1958 году в художественной студии при Дворце Пионеров.
В 1963 году он поступил в художественное училище им. А. Азимзаде.
С 1968 по 1973 год учился на Архитектурном факультете Азербайджанского политехнического института.
С 1975 по 1979 год учился в Киевском государственном художественном институте.
В 1979 году принят в члены Союза Художников СССР и Азербайджанской ССР.
В 2002 году удостоен звания Заслуженный художник Азербайджанской Республики.
Мамед Мустафаев принадлежит к плеяде азербайджанских художников, которая приступила к самостоятельному творчеству в 1970-х годах. Со студенческих лет он является неизменным и активным участником многочисленных республиканских, всесоюзных, а затем и международных художественных вернисажей. 
В работах художника свободно смотрящиеся конструктивные формы представляют собой проработанные композиции. Свои абстрактные творения на плоскости он также переносит в трехмерное пространство, придерживаясь собственной манеры первичной идеи — бесконечно умноженной на себя ячейки, он строит большие формы скульптурных композиций. Живописные холсты нетрадиционно монохромны, фактурная многоголосица становится постмодернистским приемом. Цвет играет в работах огромное значение, являясь тканью сюжета, а линии, порой мягко размыты, порой чётко и контрастно организуют цвет.